# 萧子珉
蕭子珉（485年—498年3月3日），字云玙，齊武帝蕭赜第二十子，母颜婕妤。

## 生平
齊武帝永明三年（485年）出生，永明七年三月甲寅（489年4月26日），封义安王。后改封永阳王。建武元年（494年），萧鸞篡位，诛杀衡阳王萧钧后，让蕭子珉出继衡阳元王萧道度为孙。
永泰元年正月丁未（498年3月3日），蕭子珉被齐明帝萧鸞所杀，时年十四岁。 